# Teoria czynności
Teoria czynności (ros. теория деятельности) lub podejście czynnościowe (ros. деятельностный подход) – szkoła psychologii radzieckiej. Podstawy tej teorii powstały w latach dwudziestych i trzydziestych w ramach radzieckiej psychologii kulturowo-historycznej, której przedstawiciele (Aleksandr Łurija, Siergiej Rubinsztejn i Aleksiej Leontjew) opierali się na pracach Lwa Wygotskiego, Nikołaja Łange oraz doktrynie Karola Marksa i  Fryderyka Engelsa, w szczególności na ich „koncepcji  pracy”.